# Rio Claro do Sul

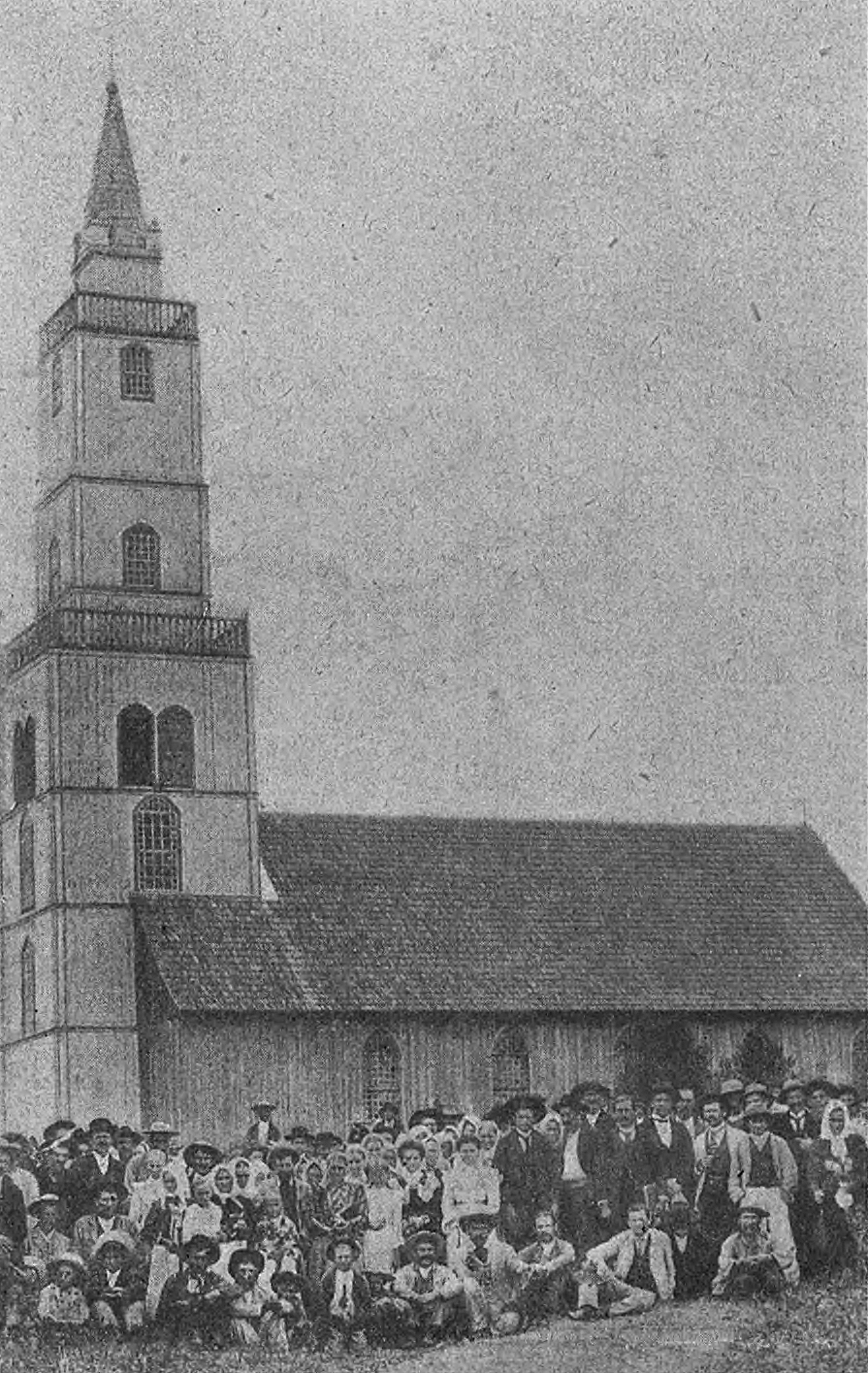
Kościół katolicki z polskimi wiernymi w 1913 r. w kolonii Rio Claro do Sul

Rio Claro do Sul – wieś i parafia w Brazylii, w stanie Parana, w gminie Mallet. Większość mieszkańców gminy Mallet stanowią potomkowie osadników greckokatolickich z Małopolski Wschodniej. Wyjątkiem w gminie jest osada Rio Claro do Sul, w której 90% mieszkańców stanowią potomkowie rzymskokatolickich osadników. Wieś jest otoczona pięcioma ponumerowanymi koloniami, z których jedynie w jednej (piątej) dominują grekokatolicy. Język polski jest tu używany w życiu codziennymi i w kościele. W 2022 r. język polski i język ukraiński stały się dodatkowymi językami urzędowymi w gminie Mallet. 

## Położenie
Rio Claro do Sul znajduje się w pasie dość zwartego zamieszkiwania przez potomków polskich osadników. W sąsiedniej od wschodu gminie São Mateus do Sul potomkowie polskich osadników stanowią około 70% mieszkańców a język polski stał się językiem urzędowym. Od południa Rio Claro sąsiaduje z gminą Paulo Frontin, którą również zamieszkują licznie potomkowie polskich osadników. Wieś jest natomiast izolowana przez pasmo wzgórz (Serra do Tigre) od stolicy gminy Mallet. W związku z tą izolacją geograficzną w Rio Claro jest prawdopodobnie najlepiej zachowana w Brazylii typowo polska architektura wiejska i układ wsi wzorowany na wsiach polskich.   

## Nazwa
Nazwa pochodzi od odznaczającej się czystą wodą spływającą po skalistych bystrzach rzeki Rio Claro, prawego dopływu Iguaçu, do której uchodzi około 20 km na południe od osiedla. Miejscowi nazywają wieś "Klara".

## Historia
Kolonizacja Rio Claro do Sul rozpoczęła się jeszcze w czasach "gorączki brazylijskiej". W początkach kolonizacji dzisiejsza osada Rio Claro do Sul nosiła nazwę Eufrozina. Początek kolonizacji przypada na lata 1890 i 1891. W tym okresie przybyli w te okolice osadnicy początkowo w Lubelszczyzny, północnego Mazowsza a później z Małopolski Wschodniej. Już w 1884 roku z inicjatywy rządu cesarskiego rozpoczęto prace przygotowawcze do osiedlenia imigrantów z Europy w południowej części stanu Parana. Pierwszymi, którzy kolonizowali okolice byli Polacy. Dopiero w późniejszym czasie osiedlili się również Ukraińcy. W krótkim czasie emigranci polscy zbudowali kaplicę pod wezwaniem Matki Boskiej Różańcowej. 15 lipca 1886 r. ks. Ludwik Przytarski, na polecenie biskupa Jose de Camargo Barros z Kurytyby, rozpoczął prowadzenie kroniki w Rio Claro do Sul. Już w 1892 roku Polacy w Rio Claro do Sul mieli na miejscu swojego duszpasterza. 14 października 1895 roku ks. Ludwik Przytarski otrzymał nominację na duszpasterza polskich kolonii położonych na terenie parafii w Palmeira. W 1896 roku w Rio Claro do Sul powstała parafia pod wezwaniem Matki Boskiej Różańcowej istniejąca do dziś, z przerwą w latach 1949-51 kiedy była przeniesiona do Mallet. W 1897 r. rozpoczęto budowę kościoła parafialnego, który ze względu na wysoką wieżę świątyni, przypominającą Jasną Górę, jest nazywany "Parańską Częstochową". Od początku polscy osadnicy byli aktywni społecznie bowiem już w 1897 roku założono Towarzystwo Króla Jana Sobieskiego. Tego samego roku powołano do życia Towarzystwo św. Izydora. W następnym roku powstało Towarzystwo Tadeusza Kościuszki.
Powstały polskie szkoły, które w końcu lat trzydziestych rząd brazylijski administracyjnie zamknął. 
Po odzyskaniu niepodległości przez Polskę kolonia Rio Claro do Sul była odwiedzana przez duchownych i dyplomatów. Pierwszym biskupem polskim, który odwiedził Rio Claro był biskup Teodor Kubina z Częstochowy, który  w towarzystwie konsula generalnego z Kurytyby Czesława Kulikowskiego przebywał w Rio Claro do Sul 25 grudnia 1935 r. 
Poza kościołem w Rio Claro do Sul na terenie parafii wśród rozproszonych osad istnieją 4 świątynie filialne, w tym dwie związane z kultem polskim (w osadzie Colonia II pod wezwaniem Matki Bożej Jasnogórskiej, w kolonii Fluviópolis, założona w 1904 r. szkoła im. św. Stanisława).
W Rio Claro działały ponadto Towarzystwo Sportowe „Junak”, biblioteki, kościół, a także zamieszkiwały
tam i pracowały siostry zakonne, które nauczały religii (Kolegium Święta Klara). W pobliskim Mallet od 1911 do 1938 roku działała również polska szkoła średnia im. Mikołaja Kopernika.

## Kultura
W Rio Claro do Sul z funduszy Wspólnoty Polskiej w 2022 r. rewitalizowano dom ludowy, w którym ma siedzibę Polski Zespół Folklorystyczny Kraków. 
Język polski używany w Rio Claro do Sul jest archaiczny, niemal wyłącznie mówiony w związku z brakiem polskich szkół i formalnego szkolnictwa. Nawet osoby, które nie mówią po polsku traktują język polski jak język sakralny:  język kościoła i modlitwy.